# Erebus ceramica
Erebus ceramica är en fjärilsart som beskrevs av Swinhoe 1918. Erebus ceramica ingår i släktet Erebus och familjen nattflyn. Inga underarter finns listade i Catalogue of Life.